# 정태욱
정태욱(鄭泰旭, 1997년 5월 16일~)은 대한민국의 축구 선수로, 포지션은 수비수이다. 현재 FC 서울 소속이다.

## 구단 경력
제주 유나이티드의 유스팀 출신으로 2018시즌을 앞두고 제주 유나이티드에 입단했다.
2019 시즌을 앞두고 정우재와 트레이드되면서 대구 FC에 입단했다. 5월 8일 열린 멜버른 빅토리와의 AFC 챔피언스리그 경기에서 대구 이적 후 첫 골을 기록했다. 8월 17일 열린 경남 FC와의 K리그경기에서 결승골을 넣으며 팀의 1-0 승리를 이끌었다.
2023시즌을 앞두고 전북 현대 모터스에 입단했다.

## 국가대표 경력
대한민국에서 치러진 2017년 FIFA U-20 월드컵 대표팀에 선발되었다. 정태욱은 이 대회 조별리그 3경기와 포르투갈과의 16강전까지 모두 출전했다.
이후 2018년 아시안 게임 축구 국가대표팀에 선발되었으며 대한민국의 아시안 게임 통산 5번째 금메달에 공헌했다. 
그리고 2020년 AFC U-23 챔피언십 최종 명단에 발탁된 후 사우디아라비아와의 결승전에서 연장 후반 결승골을 터뜨리며 대한민국 U-23 대표팀의 사상 첫 AFC U-23 챔피언십 우승을 견인했다.

## 수상
대한민국
- 아시안 게임 축구 : 금메달 (2018)
- AFC U-23 챔피언십 : 우승 (2020)
- AFC U-23 베스트11: 2020